# Holsworthy
Holsworthy – miasto w Wielkiej Brytanii, w Anglii w hrabstwie Devon, w dystrykcie Torridge przy granicy z Kornwalią. Leży nad rzeką Deer, dopływem Tamar. Populacja miasta wynosi 2256 osób. W mieście działa jedyne centrum fermentacji anaerobowej w kraju, zmieniając obornik z fermy bydła w biogaz.

## Historia
Miasto wymienione jest  w Domesday Book z roku 1086. W średniowieczu i czasach nowożytnych funkcjonowało jako ośrodek handlowy, jeden z największych w południowo-zachodniej Anglii.

## Zabytki
Znajdujące się na terenie miasta kościoły św. Piotra i św. Pawła, jako jedyne kościoły w Anglii posiadają wizerunek diabła w oknach. 

## Miasto partnerskie
- Aunay-sur-Odon